# Шамони, Томас
То́мас Шамони́ (нем. Thomas Schamoni; 13 августа 1936, Берлин, Германия — 26 сентября 2014, Мюнхен, Германия) — немецкий кинорежиссёр, продюсер, сценарист и актёр. Брат Петера Шамони и Ульриха Шамони.

## Биография
Занимался скульптурой и графикой, писал о кино. Работал на радио. Поставил ряд документальных и телевизионных фильмов. Режиссёрский дебют в большом кинематографе состоялся в 1971 году («Большая серо-голубая птица»). Представитель Нового немецкого кино.

## Избранная фильмография

### Режиссёр
- 1965 — Чарли Май / Charly May (к/м)
- 1971 — Большая серо-голубая птица / Ein großer graublauer Vogel
- 1981 —  / Die Heimsuchung des Assistenten Jung (ТВ)

### Сценарист
- 1965 — Чарли Май / Charly May (к/м)
- 1971 — Большая серо-голубая птица / Ein großer graublauer Vogel
- 1974 — Выход / Output
- 1981 —  / Die Heimsuchung des Assistenten Jung (ТВ)

### Продюсер
- 1969 — Любовь холоднее смерти / Liebe ist kälter als der Tod
- 1971 — Большая серо-голубая птица / Ein großer graublauer Vogel
- 1971 — Страх вратаря перед одиннадцатиметровым / Die Angst des Tormanns beim Elfmeter
- 1974 — Выход / Output

### Актёр
- 1966 —  / Der Brief — Sargträger
- 1973 — Дон Рамиро / Habla, mudita
- 1992 —  / Wir Enkelkinder — Faust Regisseur

## Награды
- 1971 — Федеральная кинопремия Германии («Большая серо-голубая птица»)